# Bassa (langue bantoue)
Pour les articles homonymes, voir Bassa.
 (septembre 2022).
Le bassa ou  basaá est une langue bantoue parlée autour de la ville d'Édéa, entre Douala et Yaoundé et aussi, majoritairement dans la ville de Douala, capitale économique et minoritairement dans la capitale politique (Yaounde). C’est la langue traditionnelle du peuple Bassa.
Elle connaît des caractéristiques phonétiques et grammaticales communes à beaucoup de langues bantoues, comme les classes nominales, le b implosif et un système à tons : ton haut, ton bas, ton bas-haut, ton haut-bas, ton moyen,. La langue est transcrite au moyen d'un alphabet latin adapté, comprenant les consonnes, voyelles et accents spécifiques aux langues bantoues.

## Classification
Le bassa appartient au groupe A de la sous-famille de langues bantoues stricte, du groupe de langue bantoïde sud de la famille des langues nigéro-congolaises.
- Classification Guthrie : A.43a et A.43b[5].
- Classification Bastin/Coupé/Mann : A.43a et A.43b[6].

Le bassa mbende est considéré comme standard (Guthrie A.43a).

## Répartition géographique
Le bassa est parlé principalement dans la région du Littoral (départements de Nkam, Sanaga-Maritime et Wouri), la région du Centre (département du Nyong-et-Kéllé), la région du Sud (département de l'Océan).

Guthrie 1967–1971 divise le bassa en deux groupes :
- mbene (Mbɛ́nɛ̂) (A.43a) dans les départements de Nkam, Wouri, Sanaga-Maritime, Nyong-et-Kéllé et Kribi ;
- bakoko (Bakókó) (A.43b) dans le Nkam et Sanaga-Maritime[7].

## Écriture
Le bassa s’écrit avec l’alphabet latin.
L’alphabet bassa est fondé sur l’Alphabet général des langues camerounaises (AGLC) qui utilise 24 lettres (7 voyelles et 17 consonnes). Le dictionnaire Webonary en bassa utilise 4 consonnes additionnelles (f, r, v, z).
| Lettres de l’alphabet | Lettres de l’alphabet | Lettres de l’alphabet | Lettres de l’alphabet | Lettres de l’alphabet | Lettres de l’alphabet | Lettres de l’alphabet | Lettres de l’alphabet | Lettres de l’alphabet | Lettres de l’alphabet | Lettres de l’alphabet | Lettres de l’alphabet | Lettres de l’alphabet | Lettres de l’alphabet | Lettres de l’alphabet | Lettres de l’alphabet | Lettres de l’alphabet | Lettres de l’alphabet | Lettres de l’alphabet | Lettres de l’alphabet | Lettres de l’alphabet | Lettres de l’alphabet | Lettres de l’alphabet | Lettres de l’alphabet | Lettres de l’alphabet | Lettres de l’alphabet | Lettres de l’alphabet | Lettres de l’alphabet |
| --------------------- | --------------------- | --------------------- | --------------------- | --------------------- | --------------------- | --------------------- | --------------------- | --------------------- | --------------------- | --------------------- | --------------------- | --------------------- | --------------------- | --------------------- | --------------------- | --------------------- | --------------------- | --------------------- | --------------------- | --------------------- | --------------------- | --------------------- | --------------------- | --------------------- | --------------------- | --------------------- | --------------------- |
| A                     | B                     | Ɓ                     | C                     | D                     | E                     | Ɛ                     | F                     | G                     | H                     | I                     | J                     | K                     | L                     | M                     | N                     | Ŋ                     | O                     | Ɔ                     | P                     | R                     | S                     | T                     | U                     | V                     | W                     | Y                     | Z                     |
| a                     | b                     | ɓ                     | c                     | d                     | e                     | ɛ                     | f                     | g                     | h                     | i                     | j                     | k                     | l                     | m                     | n                     | ŋ                     | o                     | ɔ                     | p                     | r                     | s                     | t                     | u                     | v                     | w                     | y                     | z                     |
| Valeurs phonétiques   |                       |                       |                       |                       |                       |                       |                       |                       |                       |                       |                       |                       |                       |                       |                       |                       |                       |                       |                       |                       |                       |                       |                       |                       |                       |                       |                       |
| /a/                   | /b/                   | /ɓ/                   | /c/                   | /d/                   | /e/                   | /ɛ/                   | /f/                   | /ɡ/                   | /h/                   | /i/                   | /ɟ/                   | /k/                   | /l/                   | /m/                   | /n/                   | /ŋ/                   | /o/                   | /ɔ/                   | /p/                   | /r/                   | /s/                   | /t/                   | /u/                   | /v/                   | /w/                   | /j/                   | /z/                   |

Les lettres ‹ f, r, v › sont utilisées pour certains mots d’emprunt, par exemple :
- àviɔ́ŋ, « avion » ;
- ràdìó, « radio » ;
- fârm, « ferme ».

Les digrammes ‹ kw, gw, mb, nd, nj, ny, ŋg, ŋw, hy › et le trigramme ‹ ŋgw › représentent chacun un phonème.
Les tons sont représentés à l’aide d’accent suscrits aux voyelles :
- ton haut, á
- ton bas, a (sans accent)
- ton descendant, â
- ton montant, ǎ.

La nasalisation est représentée en utilisant la cédille sous la voyelle.

## Prononciation

### Voyelle
|           | Antérieur | Postérieur |
| --------- | --------- | ---------- |
| Fermé     | i, iː     | u, uː      |
| Mi-fermé  | e, eː     | o, oː      |
| Mi-ouvert | ɛ, ɛː     | ɔ, ɔː      |
| Ouvert    | a, aː     | a, aː      |

### Consonnes
|                  | Bilabial | Bilabial | Alvéolaire | Alvéolaire | Palatal | Palatal | Vélaire | Vélaire | Lab.-vél. | Lab.-vél. |
| ---------------- | -------- | -------- | ---------- | ---------- | ------- | ------- | ------- | ------- | --------- | --------- |
| Occlusif         | p        | [b]      | t          | [d]        | c       | ɟ       | k       | [ɡ]     | kʷ        | ɡʷ        |
| Implosif         |          | ɓ        |            |            |         |         |         |         |           |           |
| Fricatif         |          |          | s          |            |         |         | x       |         |           |           |
| Nasal            | m        | m        | n          | n          | ɲ       | ɲ       | ŋ       | ŋ       | ŋʷ        | ŋʷ        |
| Prénasal         | ᵐb       | ᵐb       | ⁿd         | ⁿd         | ⁿɟ      | ⁿɟ      | ᵑɡ      | ᵑɡ      |           |           |
| Spirant          |          |          |            |            | j       | j       |         |         | w         | w         |
| Spirant latérale |          |          | l          | l          |         |         |         |         |           |           |

Les consonnes /p, t, k/ deviennent voisées et sont réalisées [b, d, ɡ] lorsqu’elles ne sont pas dans la syllabe initiale ou lorsqu’elles ne sont pas après une pause. Elles s’écrivent alors ‹ b, d, g ›. Ces formes voisées peuvent aussi être réalisées comme des spirantes [β, r, ɣ].

## Expressions courantes
- saŋgo = monsieur
- nyàŋgo = madame
- ŋgɔ̀nda = mademoiselle
- hìlɔga = jeune homme
- mɛ̀ ǹyega = merci (on utilise couramment cette expression pour dire aussi bonjour à n'importe quel moment de la journée)
- kɛl i lam = bonjour (employé le plus souvent pour prendre congé : "bonne journée")
- kòkoa i lam = bonsoir
- nan ii lam = bonne nuit
- i ŋkɛ̀ laa? = comment vas-tu?
- mɛ̀ nke longe = je vais bien
- Nyambɛ̂ = Dieu
- mɛ̀ ŋgwēs wɛ̂ = je t'aime
- sogol = (le) grand-père / le  père de l'époux pour une femme
- nyògol = la belle-mère
- mùt = la personne (homme ou femme)
- mùnlom = l'homme
- mùdàa = la femme
- ǹlom wɔŋ = ton mari
- ŋwàà wɛ̂m = ma femme

## Les pronoms personnels
Comme dans la plupart des langues bantoues, le genre n'existe pas en Bassa, ni le nombre en ce qui concerne les verbes : on dit "a nke" et "di nke" pour il(elle) est parti(e) et nous sommes parti(e)s respectivement.
| Personne              | Sujet   | Complément d'objet | Autre forme (moi, toi...) | Forme pronominale    |
| --------------------- | ------- | ------------------ | ------------------------- | -------------------- |
| 1re pers. sing.       | Me /mε/ | Me                 | Me                        | verbe + suffixe "ba" |
| 2e pers. sing.        | U/u/    | We /wε/            | We                        | verbe + suffixe "ba" |
| 3e pers. sing.        | A       | nye /njε/          | nye                       | verbe + suffixe "ba" |
| 1re pers. plur.       | Di      | bés /bes/          | bés                       | verbe + suffixe "ba" |
| 2e pers. plur.        | Ni      | Béé /be:/          | Béé                       | verbe + suffixe "ba" |
| 3e pers. plur. / "on" | Ba      | Bo /bɔ/            | Bo                        | verbe + suffixe "ba" |

## La conjugaison
Obéissant à une règle commune aux langues bantoues, les verbes à un temps de conjugaison donné gardent la même forme à toutes les personnes. 
- L'infinitif peut se former en ajoutant le préfixe "li" au radical du verbe.
- À l'indicatif, on compte le présent, les futurs (simple et antérieur), les passés (le composé en deux formes, le simple, l'imparfait, l'antérieur, le plus-que-parfait).
- Le subjonctif se compose de deux formes : une simple et une composée.
- L'impératif est essentiellement constitué d'un temps simple, mais peut se composer à l'aide d'un auxiliaire.
- Le conditionnel se compose de la particule "ki", qui peut être traduite par "alors", précédant la forme indicative correspondant au temps de conjugaison.
- Le participe, enfin, au présent s'obtient en suffixant "*k" au radical du verbe et, au passé, garde la forme d'origine du radical du verbe.

## La conjugaison en détail
- Infinitif 
  - Présent
    - Construction : le préfixe « li » se rattache au radical du verbe.
    - Emploi : S'emploie avec "liba", être, pour le présent progressif (voir plus bas).

  - Passé
    - Construction : on fait précéder le radical du verbe de "liba"
    - Emploi : indique une action terminée, de même et en les mêmes termes que le statut de celui qui l'a effectuée.
      - Liba mmalak = avoir fini pour celui qui fait l'action de limal, finir, terminer / être terminé pour l'objet qui subit l'action.

- Participe
  - Présent
    - Construction : on ajoute un suffixe relatif au radical du verbe : k pour certains verbes, dépendant de la voyelle principale du radical pour d'autres.
      - A ndjôb a kwayak (likway, crier) = il(elle) est entré(e) en criant.
      - Ba mpot ba djek (lidje, manger).  = Ils(elles) parlent en mangeant.

    - Emploi : Exprime une action simultanée à celle exprimée par le verbe précédent.

  - Passé
    - Construction :la particule "bi" précède le radical du verbe.
    - Emploi : le "bi" servant d'auxiliaire, on construit ainsi la deuxième forme de passé composé.
      - Di bi  sak ngwa i len.  Nous avons dansé il y a 5 jours.

| Verbe                       | Participe présent | Infinitif passé |
| --------------------------- | ----------------- | --------------- |
| like, aller partir, marcher | kenek             | nkenek          |
| lipot                       | podok             | mpodok          |
| lisak                       | sagak             | nsagak          |
| liap                        | abak              | ŋabak           |
| lidjo                       | djok              | ndjook          |
| linol                       | nolok             | nnolok          |
| likôs                       | kôhôk             | nkôhôk          |
| ligwel                      | gwelek            | ngwelek         |
| lituk                       | tuguk             | ntuguk          |
| limil                       | milik             | mmilik          |

- Indicatif
  - Le présent
    - Construction : 
      - Le préfixe "li" est remplacé par "n"
      - On fait précéder l'infinitif du verbe de l'auxiliaire être : forme progressive.

    - Emploi : 
      - Exprime les faits qui se répètent tous les jours ou qui sont indépendants du temps
        - Me ntôde hiki kel i ngen i yada. = je me lève tous les jours à une heure. Litode = se lever, se réveiller
        - Ndap i yem i yé puba. = Ma maison est blanche. Liba = être, verbe irrégulier
        - Remarque d'usage : il s'emploie aussi pour exprimer un futur relativement proche.
          - Me nke ha i nano / i sôŋ i nlo. = Je pars dans un instant / le mois prochain.

      - Exprime ce qui se passe à l'instant où l'on parle.
        - A yé litila kaat. = Il écrit (est en train d'écrire) une lettre/un livre.
        - Dans le langage courant, le "l" est supprimé et on dit "A yé i tila.", par exemple.

  - Le futur simple
    - Construction : il se construit en préfixant le radical du verbe de la particule "aga" et la voyelle finale du pronom personnel est élidée.
      - Remarque d'usage : Dans le langage parlé s'emploie une forme contractée dans laquelle on retranche le "ga" pour ne conserver que le "a" du préfixe.
      - Emploi : Il exprime les faits à venir d'une manière générale.
        - M'aga gués we/ Ma'a gués we.= Je t'aimerai. À noter qu'il arrive qu'on substitue le « w » au « u » dans l'écriture.

  - Le futur antérieur
    - Construction :
- Subjonctif
- Conditionnel
- Impératif